# Cornelis Richard Anton van Bommel

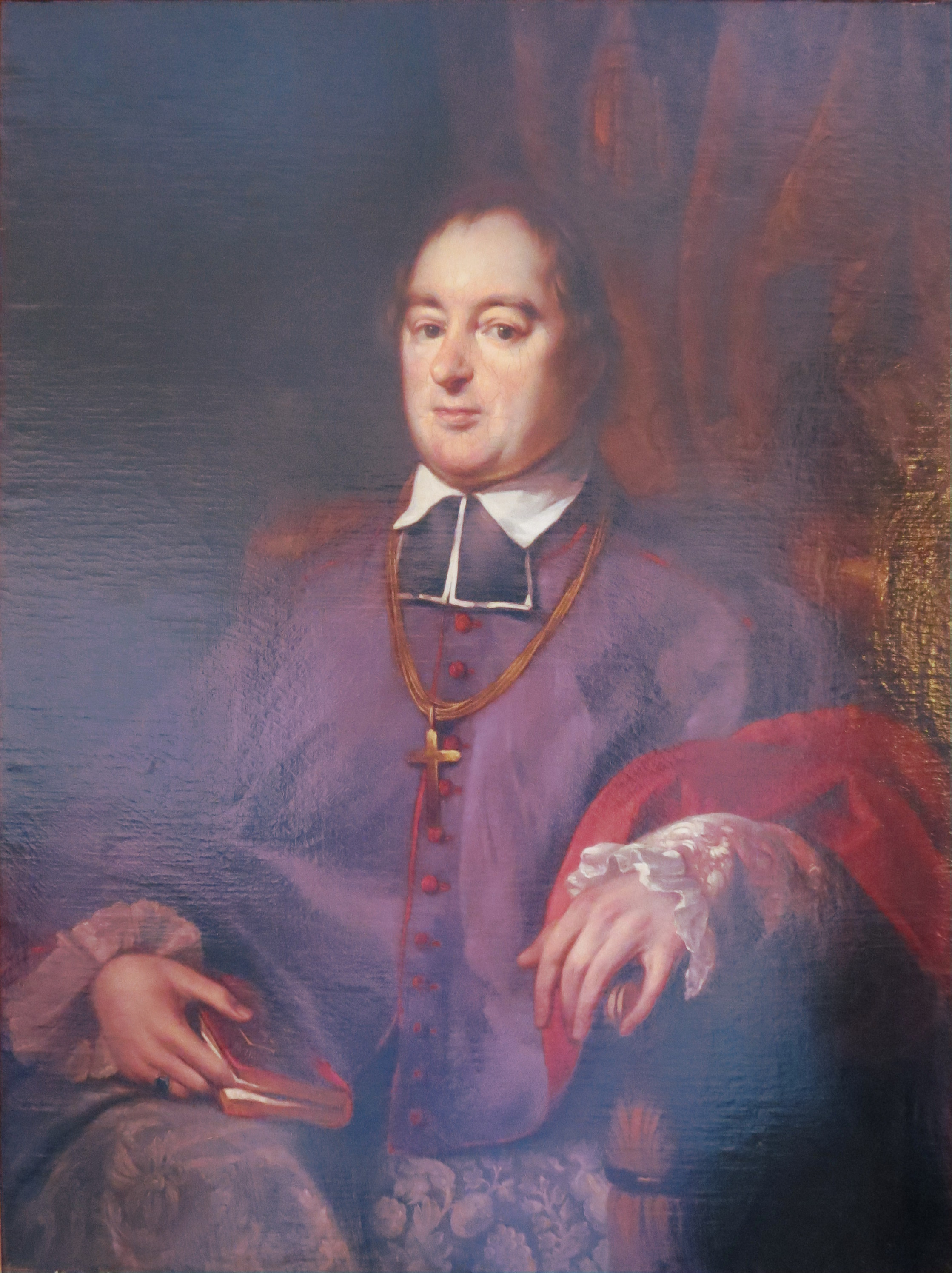
Cornelis van Bommel auf einem Gemälde in der Abtei Rolduc

Cornelis Richard Anton van Bommel (* 5. April 1790 in Leiden; † 7. April 1852 in Lüttich) war römisch-katholischer Bischof von Lüttich und Vorkämpfer der Reaktion in Belgien.

## Leben
Cornelis van Bommel empfing 1816 die Priesterweihe und wurde Direktor des Seminars von Hageveld in Nordholland. Als die Bestrebungen der katholischen Partei die niederländische Regierung veranlassten, alle Unterrichtsanstalten der Aufsicht des Staats unterzuordnen, und infolgedessen jene Lehranstalt geschlossen wurde, trat van Bommel in das Privatleben zurück, wurde aber schon 1829 vom König zum Bischof von Lüttich ernannt und durch Papst Pius VIII. bestätigt. Die Bischofsweihe spendete ihm am 15. November 1829 der Bischof von Namur, Nicolas-Alexis Ondenard; Mitkonsekrator war der Bischof von Tournai, Jean-Joseph Delplancq.
1830 kam Cornelis van Bommel die Belgische Revolution zuvor; er beabsichtigte die berufswidrige Einmischung der Priesterschaft in die politischen Angelegenheiten zu missbilligen. Kaum hatte sich Belgien für unabhängig erklärt, so trat van Bommel mit seinem Streben offener hervor, das Supremat des römischen Stuhls geltend zu machen. Auch in den Kölner Wirren soll er insgeheim mitgewirkt haben. Es wurde ihm sogar noch Schuld gegeben, Versuche zur Aufregung der Rheinlande gemacht zu haben. Den Freimaurerorden verfolgte van Bommel mit fast fanatischem Eifer. Bezüglich der Unterrichtsfrage fand seine in Flugschriften niedergelegte Theorie zwar 1842 unter Jean-Baptiste Nothomb bei der Organisierung des Volksschulwesens Eingang; 1850 jedoch trat dieselbe ganz in den Hintergrund, indem dem Klerus die Übernahme des Religionsunterrichts, der ihm nach der Theorie von van Bommel allenthalben gebührte, nur in denjenigen Gymnasien und Gewerbeschulen, die der Staat teilweise oder ganz unterhält, sonst aber keine weitere Einmischung gestattet wurde.